# Rhyssemus verrucosus
Rhyssemus verrucosus är en skalbaggsart som beskrevs av Étienne Mulsant 1842. Rhyssemus verrucosus ingår i släktet Rhyssemus och familjen Aphodiidae. Inga underarter finns listade i Catalogue of Life.